# Tedizolid
Tedizolid, que es vendido bajo la marca Sivextro, es un antibiótico utilizado para la infección de la piel y sus estructuras, incluidas la celulitis y los abscesos cutáneos .   Esto incluye casos debidos a Staphylococcus aureus resistente a la meticilina .  Puede administrarse por vía oral o mediante inyección gradual en una vena. 
Los efectos secundarios comunes incluyen náuseas, dolor de cabeza, diarrea y vómitos;  otros efectos secundarios pueden incluir infección por Clostridioides difficile .  La seguridad durante el embarazo y la lactancia no está clara con este medicamento.  Pertenece a la clase de medicamentos de oxazolidinona y actúa impidiendo que las bacterias produzcan proteínas. 
Tedizolid fue aprobado para uso médico en los Estados Unidos en 2014 y en Canadá e Europa en 2015.    Está en la Lista de Medicamentos Esenciales de la Organización Mundial de la Salud como alternativa al linezolid .  En los Estados Unidos, un tratamiento de 6 días cuesta alrededor de 2300 dólares en 2021.  Esta cantidad en el Reino Unido le cuesta al NHS alrededor de 862 libras esterlinas . 